# Neagolius zangbo
Neagolius zangbo är en skalbaggsart som beskrevs av Kral 1997. Neagolius zangbo ingår i släktet Neagolius och familjen Aphodiidae. Inga underarter finns listade i Catalogue of Life.